# Jean Hoeufft
Jean Hoeufft (Liège, 1578 - Paris, 5 septembre 1651) est un banquier français, financier et marchand d'armes. D'origine néerlandais, il a gravi les échelons à la cour de France sous Louis XIII, atteignant finalement le poste de trésorier pour Louis XIV. Il est devenu l'un des hommes les plus riches d'Europe en dehors des familles royales.
En finance, il était le banquier du cardinal Richelieu pour avoir remis des subventions pendant la Guerre de Trente Ans :37 et banquier des ducs de Saxe-Weimar:43.

## Biographie

### Jeunesse et carrière

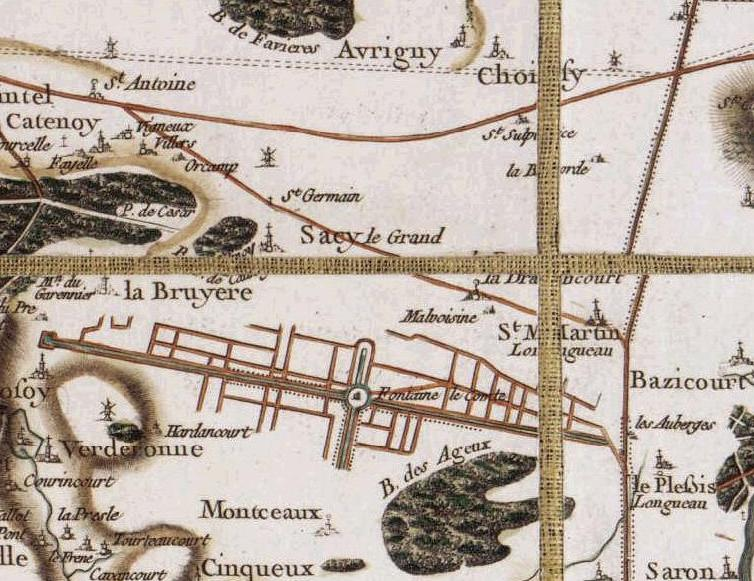
Sacy-le-Grand - Carte par
Cassini

Jan Hoeufft est né en 1578 à Liège dans les Pays-Bas espagnols dans l'une des familles les plus puissantes des Provinces-Unies. Son père, un marchand de bois d'origine de Roermond, s'était installé à Aix-la-Chapelle, Liège et Heinsberg après s'être converti à l'Église réformée. On sait peu de choses sur les débuts de Jean Hoeufft:4–5. Il ne s'est pas marié:4–5 et n'a pas eu d'enfants connus,.:85
Hoeufft s'est finalement installé à Rouen, où les protestants ont eu pendant un certain temps la liberté religieuse sous Henri IV de France. Il fut naturalisé en 1601:37,: 84. Il développa les activités de commerce et d'armateur entre l'Espagne et les Provinces-Unies:84. De 1609 à 1616, il fut profondément impliqué dans le commerce du sel de Hiers-Brouage, avec son frère Dirck, basé à Dordrecht. Ils fournissèrent des navires à la Compagnie des Indes orientales, et en 1620 ils commandèrent un navire de guerre, qui devait être construit à Amsterdam pour Charles Ier de Guise.
En 1621, Hoeufft fut nommé chambellan de Louis XIII. Dans les années 1620, il fut impliqué dans le commerce des armes pour Charles Ier de Mantoue, Duc de Nevers. En 1628, il fut autorisé à percevoir des impôts, et devint ainsi un agent du Richelieu, qui utilisa ses relations pour lever des fonds sur le marché monétaire néerlandais:84. Dans les années 1630, il devint un banquier.
Hoeufft avance à plusieurs reprises des fonds au Roi et participe à d'importantes transactions financières. En 1634, Hoeufft participa aux pourparlers de paix entre les Néerlandais et l'Espagne, dans lesquels Jules Mazarin et Frédéric-Henri d'Orange-Nassau furent également impliqués. Hoeufft a joué un rôle clé dans les négociations diplomatiques, bien qu'il n'ait aucune autorité officielle pour le faire. Sa nomination comme commissaire des États généraux des Pays-Bas fut formalisé en 1637.
En 1639, sa maison de Rouen fut pillée dans le cadre des guerres de religion ; il est probable qu'il ait déménagé à La Rochelle ou à Paris. En 1643 il obtient le fief de Fontaine-le-Comte, ancien lac près de Sacy-le-Grand.
Hoeufft devint trésorier et secrétaire de Louis XIV de France, occupant ces fonctions jusqu'à sa mort en 1651.

### Marchand d'armes, financier

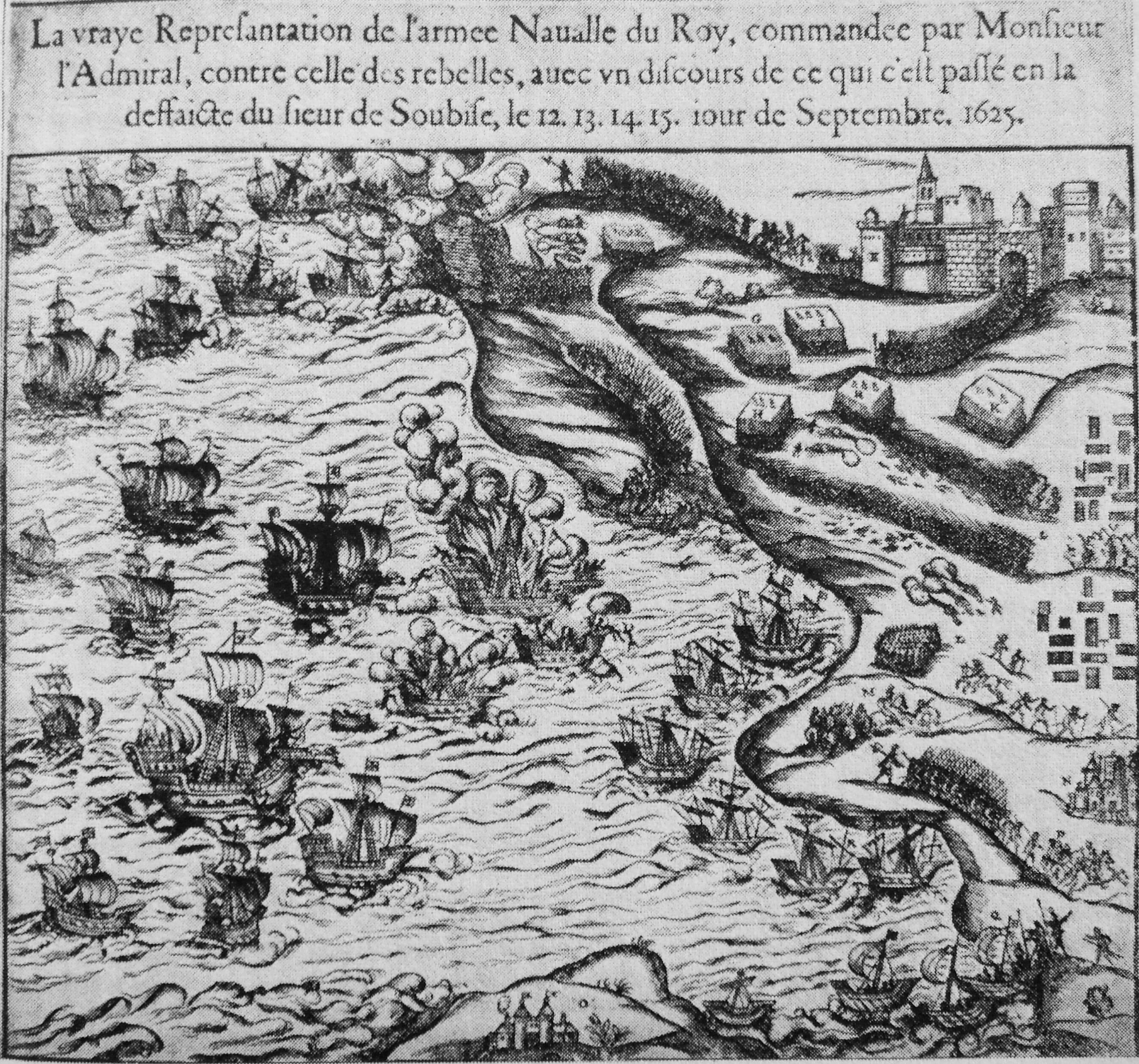
Capture de l'Île de Ré par Charles, duc de Guise le 16 septembre 1625

Au moment de la Guerre de Trente Ans, le commerce des armes était très lucratif en Europe. Hoeufft, décrit par un contemporain comme «un homme capable de parler et d'agir» ainsi que «[d'avoir] de l'argent à distribuer aux gens en cas de besoin» était bien adapté à ce poste. Hoeufft a traité avec Axel Oxenstierna, Johan Adler-Salvius, Hugo Grotius, Abraham de Wicquefort et Adriaan Pauw sur le soutien français à l'armée suédoise; l'argent devait être alloué à la Banque d'Amsterdam.
Dans le domaine financier, il a été banquier du Cardinal Richelieu pour le versement des subventions pendant la guerre de Trente Ans:71 et banquier du Ducs de Saxe-Weimar, r fut chargé d'établir des liens financiers entre les tribunaux de France et de Weimar:84.
Hoeufft occupa une place de premier plan dans le réseau d’intérêts politiques qui unissaient la structure des alliances françaises pendant la guerre de Trente Ans. "Dans un certain sens, ses intérêts politiques étaient si étroitement liés à ses intérêts financiers et commerciaux qu'ils sont difficiles à dissocier."